# 챌린저 러닝 센터
챌린저 러닝 센터(Challenger Learning Center)는 1986년 1월 28일 미국 플로리다 케네디 우주센터에서, 전 국민에게 충격과 슬픔을 안겨 주며, 워싱턴에 위치한 어느 한 고등학교의 여교사(크리스타 매콜리프)를 포함한 7명의 우주 비행사들이 비행하고 있던 우주 왕복선 챌린저호(STS-51-L 미션)는 이륙한지 73초라는 짧은 시간 만에 폭발되었는데, 이 7명의 챌린저호 대원들의 유가족들이 모여서 우주를 향해 뻗어 나가고자 했던 사고 희생자들의 뜻을 이어 받고 챌린저호의 교육적인 임무를 이어가기 위해 설립한 Challenger Center for Space Science Education에서 탄생시킨 우주 과학 학습센터이다.
챌린저 러닝 센터는 미국 전역 30개의 박물관, 교육·과학 전문가들, 미 항공 우주국(NASA: National Aeronautics and Space Administration)의 전직 우주 조종사 출신자들이 모여 CLC의 교육 프로그램을 하나하나 만들었다. 학생들의 과학, 수학, 기술, 우주에 관한 관심과 각 영역에서 문제 해결력을 키우는 데 목표를 두었다. 현재 미국, 캐나다, 영국, 한국 등 총 48개의 챌린저 러닝 센터는 매년 40만 명의 학생과 2만 명의 선생님들이 방문하고 있다. 이는 챌린저 센터가 선진국에서 우주과학 교육의 산실로 자리 잡고 있음을 보여준다.
우주를 항해하며 일어날 수 있는 에피소드들과 태양과 행성들, 그 위성들과 소행성에 관한 내용을 담고 있으며 태양계와 우주를 학생들이 보다 이해하기 쉽도록 제작되었다. 챌린저 러닝 센터가 추구하는 이념은 미래를 바라보고 있는 학생들에게 자신의 목표를 세우고, 판단력과 팀워크, 문제 해결 그리고 의사소통 능력을 스스로 개발해 나가며 세계로 나아가는 것이다.
CCSSE(Challenger Center for Space Science Education)는 미국, 캐나다, 영국, 그리고 한국의 국제적인 네트워크로 구성되어 있는 47개의 챌린저 러닝 센터와, 버지니아에 위치한 알렉산드리아에 본사를 두고 있는 비영리 교육 재단이다. 1986년 1월 28일에 일어난 우주 왕복선 챌린저호 참사로 순직한 우주 비행사들의 가족들에 의해 1986년 4월에 CCSSE라는 조직이 설립되었다.

## 로고
챌린저 센터의 공식적인 로고에서는 이륙하고 있는 우주 왕복선과 이륙 할 때 남은 비행운을 볼 수 있다. 파란색을 입힌 원의 모양과 하얀색의 윤곽은 지구와 지구의 대기를 가리킨다. 일곱 개의 별 모양은 챌린저 폭파 사건 때 순직한 일곱 명의 우주 비행사를 뜻한다. 챌린저 센터 로고의 상징은 변함없이 남아있지만 각 지부마다 약간의 차이가 있을 수 있다.

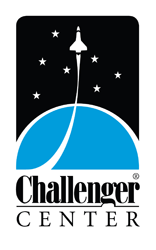
공식 로고

## 지부
챌린저 러닝 센터의 지부:
러닝 센터 지도

## 송암 스페이스 센터 챌린저 러닝 센터
대한민국 경기도 양주시에 위치한 송암스페이스센터에 챌린저 러닝 센터가 설립되어 있다. NASA산하 교육기관으로 송암스페이스센터는 NASA와 교육적 협력을 하고 있다. 송암스페이스센터 챌린저 러닝 센터는 [달을 넘어 목성으로]라는 프로젝트를 시행하고 있다. 세계 최초 유인 목성 탐사선을 타고 목성 탐사를 나서며 생기는 비상상황과 탐사를 하며 해결해야 할 문제에 대처하는 능력을 키우는 프로그램이다. 또한 목성만이 아니라 목성의 4대 위성에 무인 탐사선을 보낸다.
길이 430m의 주피터 1호(jupiter 1)라는 이름의 거대한 유인 탐사선을 타고 목성으로 가는 것을 배경으로 한다. 주피터 1호는 드로이드 공장, 엔진, 생명유지장치, 연료탱크, 함교 등으로 구성되어있다. 팀은 science 팀, probe 팀, navigation 팀으로 이루어져 있다.
scinece팀은 약 6개팀으로 이루어져 부여된 임무를 수행하고 정보를 알아냄으로써 알아낸 정보를 probe 팀, navigation팀과 공유한다. 팀에 따라 각각 태양풍, 오로라, 목성의 각 위성에 대하여 정보를 얻어 내어 probe 팀과 navigation 팀이 탐사선을 제작하고 항로를 설정하는데 도움을 준다.
probe 팀은 약 2개팀으로 이루어져 사이버 천체를 이용하여 목성과 목성의 4대위성의 정보를 알아내어 science팀이 보내준 정보와 함께 정리하여 목성과 목성 4대위성에 보낼 탐사선을 설계한다. 탐사선에는 착륙선과 잠수정으로 구성된다. 잠수정은 유로파에만 보내진다.
navigation 팀은 약 2개 팀으로 이루어져 항로를 설정하는 역할을 수행한다.
시간은 약 2시간 30분정도 소모되고 인원은 30~40명이 투입된다.

### 미국
- Kenai AK - Challenger Learning Center of Alaska
- Birmingham AL - Challenger Learning Center at McWane Science Center
- Peoria AZ - Challenger Space Center
- Atwater CA - Challenger Learning Center of the San Joaquin Valley
- Downey CA - Columbia Memorial Space Science Learning Center
- Oakland CA - Chabot Space and Science Center
- Sacramento CA - Challenger Learning Center
- San Diego CA - Nierman Challenger Learning Center
- Colorado Springs, Colorado - Challenger Learning Center of Colorado Springs
- Bridgeport CT - Challenger Learning Center at Discovery_Museum_and_Planetarium|The Discovery Museum
- Jacksonville, Florida - Challenger Learning Center at Kirby Smith Middle School
- Tallahassee, Florida - Challenger Learning Center of Tallahassee
- Tampa FL - Verizon Challenger Learning Center
- Columbus, Georgia - Challenger Learning Center
- Kapolei HI - Challenger Learning Center
- Normal, IL - Challenger Learning Center of Central Illinois
- Woodstock IL - Challenger Learning Center for Science & Technology
- Brownsburg IN - Brownsburg Challenger Learning Center
- Hammond IN - Challenger Learning Center of Northwest Indiana
- Indianapolis IN - Indianapolis Challenger Learning Center
- Hazard KY - Challenger Learning Center of Kentucky
- Paducah KY - Challenger Learning Center at Paducah
- Framingham MA - McAuliffe Challenger Center
- Lanham MD - Challenger Learning Center at Howard B. Owens Science Center
- Bangor ME - Challenger Learning Center of Maine
- Kalamazoo MI - Challenger Learning Center
- Kansas City MO - Challenger Learning Center
- St. Louis MO - Challenger Learning Center—St. Louis
- Paramus NJ - Buehler Challenger & Science Center
- Albuquerque, NM - Challenger Learning Center of New Mexico - Unser Discovery Campus
- New York, NY - The NYC Center for Space Science Education
- Olean, NY - Challenger Learning Center of the Twin Tier Region, Inc.
- Rochester NY - The Challenger Learning Center of Greater Rochester
- Suffern NY - The Lower Hudson Valley Challenger Learning Center
- Dayton OH - Challenger Learning Center of Greater Dayton
- Oregon OH -Challenger Learning Center of Lucas County
- Columbia SC - Challenger Learning Center
- Chattanooga, TN - Challenger Learning Center at the University of Tennessee at Chattanooga
- Houston TX - Challenger Learning Center
- Needville TX - Challenger Learning Center George Observatory
- San Benito TX - Challenger Learning Center of the Rio Grande Valley
- Richmond VA - The MathScience Innovation Center
- Seattle WA - Challenger Learning Center Museum of Flight
- Wheeling, WV - Challenger Learning Center at Wheeling Jesuit University

### 인터내셔널
- Toronto, Ontario Canada - Ontario Science Centre
- Leicester, UK - Challenger Learning Centre
- Gyeonggido Yangju, South Korea - 송암 스페이스 센터 | 챌린저 러닝 센터